# I kveld med YLVIS
I kveld med YLVIS (fra 2014 med titlen I kveld med YLVIS Live) var et norsk talkshow med Ylvisbrødrene Bård og Vegard som blev sendt på TVNorge fra 2011 til 2016. Calle Hellevang-Larsen var sidekick i sæson 1, 3, 4 og 5. I sæson 2 blev han erstattet med David Batra grundet forpligtelser med sit program 20.00 med Raske Menn på TV 2. Magnus Devold har også haft faste indslag i programmet siden sæson 4. Talkshowet har haft flere faste indslag i løbet af sæsonerne, blandt andet Hyss i Småland og Kan det brukes som vannski?
Programmet havde sendepause i 2015, men kom tilbage i 2016 med en direkte sendt version i 5. sæson. Sidste episode af programmet blev sendt 19. mars 2016, og opfølgeren, Stories from Norway, havde premiere februar 2018.
Programmet fik meget opmærksomhed i efteråret 2013 efter Ylvis fremførte sangen "The Fox".

## Produktion
Den første sæson av I kveld med Ylvis ble produceret af Funkenhauser Productions som er ejet af Harald Eia og Bård Tufte Johansen. I foråret 2012 oprettede Ylvis-brødrene produktionsselskabet Concorde TV, og fra og med sæson 2 har vært produceret af dette selskab. De tre første sæsoner blev optaget på Riksscenen i Oslo med publikum tilstede. I efteråret 2014 blev optagelserne til sæson 4 flyttet til Folketeateret ved Youngstorget for at imødegå billetefterspørgslen fra publikum i ind- og udland. Nyt i sæson 4 var at alle programmene blev sendt direkte, og for første gang blev showet også sendt udenfor Norge, på svenske Kanal 9.

## Seertal og modtagelse
Seertal
Den første sæson af programmet fra 2011 blev godt modtaget, og premieren havde 458.000 seere, mens sæson 2 fik 341.000 seere på premieren. Sæson tre satte premiererekord med 534.000 seere, godt hjulpet af successen med "The Fox". 2016-sæsonen begyndte godt med 370.000, men efter dette gik seertallene ganske meget ned og sæsonen endte på et gennemsnit på 254.000.
Priser
- Komiprisen 2012 i klassen beste forestilling – TV/Film
- Komiprisen 2016 i klassen årets humorprogram

## Liste over sendinger

### sæson 1
| Afsnit | Dato       | Gæster                                     |
| ------ | ---------- | ------------------------------------------ |
| 1      | 19.09.2011 | Thomas Giertsen og Anna Anka               |
| 2      | 21.09.2011 | Linn Skåber og Thomas Seltzer              |
| 3      | 26.09.2011 | Sigrid Bonde Tusvik og Jaysuma Saidy Ndure |
| 4      | 28.09.2011 | Atle Antonsen og Katzenjammer              |
| 5      | 03.10.2011 | Kristoffer Joner og Jonas Gardell          |
| 6      | 05.10.2011 | Madcon og Joe Labero                       |
| 7      | 10.10.2011 | Tone Damli og Aleksander Schau             |
| 8      | 12.10.2011 | Hege Schøyen og Jo Røislien                |
| 9      | 17.10.2011 | Fabian Stang og Christina Vukicevic        |
| 10     | 19.10.2011 | Terje Sporsem og Jan Gunnar Røise          |
| 11     | 24.10.2011 | Sondre Lerche og Else Kåss Furuseth        |
| 12     | 26.10.2011 | Erlend Loe og Gabrielle Leithaug           |
| 13     | 31.10.2011 | Bare Egil og Live Nelvik                   |
| 14     | 02.11.2011 | Davy Wathne og Maya Vik                    |
| 15     | 07.11.2011 | Maria Mena og Knut Jørgen Røed Ødegaard    |
| 16     | 09.11.2011 | Hans Olav Brenner og Jenny Skavlan         |
| 17     | 14.11.2011 | Kristopher Schau og Kristin Halvorsen      |
| 18     | 16.11.2011 | Kurt Nilsen og Mariann Thomassen           |

### Sæson 2
| Afsnit | Dato       | Gæster                                                                     | Noter          |
| ------ | ---------- | -------------------------------------------------------------------------- | -------------- |
| 1      | 12.09.2012 | Steinar Sagen, Tore Sagen, Bjarte Tjøstheim og Viktoria Winge              | 341.000 seere  |
| 2      | 16.09.2012 | Espen Eckbo og LidoLido                                                    |                |
| 3      | 19.09.2012 | Lillian Müller og The Pajama Men                                           |                |
| 4      | 23.09.2012 | Zahid Ali, Mudasser Kahn og Andreas Wahl                                   |                |
| 5      | 26.09.2012 | Erik Solbakken og Ingrid Bolsø Berdal                                      |                |
| 6      | 30.09.2012 | Anders Baasmo Christiansen og Ezinne Okparaebo                             |                |
| 7      | 03.10.2012 | John Brungot, Magnus Eliassen og Erik Eliassen                             |                |
| 8      | 07.10.2012 | Alex Rosén og Alexandra Joner                                              |                |
| 9      | 10.10.2012 | Karpe Diem og Josephine Bornebusch                                         |                |
| 10     | 14.10.2012 | Cecilia Brækhus og Kåre Magnus Bergh                                       |                |
| 11     | 17.10.2012 | Pia Tjelta og Aslak Nore                                                   |                |
| 12     | 21.10.2012 | Petter Schjerven og Leo Ajkic                                              |                |
| 13     | 24.10.2012 | Jon Øigarden og Are Sende Osen                                             |                |
| 14     | 28.10.2012 | Marte Stokstad og Kriss Kaspersen                                          |                |
| 15     | 31.10.2012 | Eyvind Hellstrøm og Admiral P                                              |                |
| 16     | 04.11.2012 | Harald Eia, Bård Tufte Johansen og Åse Kleveland                           |                |
| 17     | 07.11.2012 | Trond-Viggo Torgersen og Agnes Kittelsen                                   |                |
| 18     | 11.11.2012 | Bernt G. Apeland, Didrik Solli-Tangen, Charlotte Thorstvedt og Jan Egeland | UNICEF-spesial |
| 19     | 14.11.2012 | Dagfinn Lyngbø og Anne Sandvik Lindmo                                      |                |

### Sæson 3
Calle Hellevang-Larsen vendte tilbage som brødrenes sidekick.
| Afsnit | Dato       | Gæster                                                                                           | Noter                            |
| ------ | ---------- | ------------------------------------------------------------------------------------------------ | -------------------------------- |
| 1      | 10.09.2013 | Pernille Sørensen, Bas Lansdorp og Alfred Sandvig                                                | Premiererekord med 534.000 seere |
| 2      | 12.09.2013 | Henriette Steenstrup og Roger Antonsen                                                           |                                  |
| 3      | 17.09.2013 | Tommy Steine og Sandra Lyng Haugen                                                               |                                  |
| 4      | 19.09.2013 | Einar Tørnquist og Petter Bøckman                                                                |                                  |
| 5      | 24.09.2013 | Ingrid Olava og Kristian Valen                                                                   |                                  |
| 6      | 26.09.2013 | Christian Ringnes og Harald Eia                                                                  |                                  |
| 7      | 01.10.2013 | Per Kristian Thorsland, Per Heimly, Ari Behn og Mariann Hole                                     |                                  |
| 8      | 03.10.2013 | Little Steven, Ronny Aase og Live Johnsrud Nelvik                                                |                                  |
| 9      | 08.10.2013 | Solveig Kloppen, Steinar Ofsdal, Rune Nilson og Per Olav Alvestad                                |                                  |
| 10     | 10.10.2013 | Lars Vaular og Charter-Svein                                                                     |                                  |
| 11     | 15.10.2013 | Hasse Hope, Erik Solbakken og Truls Heggero                                                      |                                  |
| 12     | 17.10.2013 | Knut Nærum og Ellen Blinkenberg                                                                  |                                  |
| 13     | 22.10.2013 | Thomas Dybdahl og Siri Kristiansen                                                               |                                  |
| 14     | 24.10.2013 | Maria Mena og Bertolt Meyer                                                                      |                                  |
| 15     | 29.10.2013 | Atle Antonsen, Johan Golden og Selda Ekiz                                                        |                                  |
| 16     | 31.10.2013 | Dag O. Hessen og Bård Tufte Johansen                                                             |                                  |
| 17     | 05.11.2013 | Odd Nordstoga og Ole André Sivertsen                                                             |                                  |
| 18     | 07.11.2013 | Ane Dahl Torp og Bjørn Eidsvåg                                                                   |                                  |
| 19     | 12.11.2013 | Bernt G. Apeland, Hege-Anette Havik, Anne Havik Henriksen, Petter Schjerven og Jens Stoltenberg. | UNICEF-special                   |
| 20     | 14.11.2013 |                                                                                                  | Det bedste af sæson 3, del 1     |
| 21     | 19.11.2013 |                                                                                                  | Det bedste af sæson 3, del 2     |

### Sæson 4
| Afsnit | Dato       | Gæster                                                                                       | Noter                        |
| ------ | ---------- | -------------------------------------------------------------------------------------------- | ---------------------------- |
| 1      | 16.09.2014 | Erna Solberg                                                                                 | 432.000 seere                |
| 2      | 23.09.2014 | Morten Ramm                                                                                  | 403.000 seere                |
| 3      | 30.09.2014 | Marion Ravn. Elvis Costello vikarierede som kapelmester.                                     |                              |
| 4      | 07.10.2014 | Jakob Oftebro                                                                                |                              |
| 5      | 14.10.2014 | Ingrid Gjessing Linhave. Calle dansede tango med Simen Agdestein.                            |                              |
| 6      | 21.10.2014 | Fredrik Skavlan og hans hund, Bruno.                                                         |                              |
| 7      | 28.10.2014 | Erik Thorstvedt og Svein Østvik ("Charter-Svein")                                            |                              |
| 8      | 04.11.2014 | Steinar Sagen                                                                                |                              |
| 9      | 11.11.2014 | Einar Tørnquist                                                                              |                              |
| 10     | 18.11.2014 | Thomas Numme, Harald Rønneberg og Kygo                                                       |                              |
| 11     | 25.11.2014 | Bernt G. Apeland, Cecilie Skog, Magnus Skredderberget, Bjørn Skredderberget og Jarle Andhøy. | UNICEF-special               |
| 12     | 09.12.2014 |                                                                                              | Det bedste af sæson 4, del 1 |
| 13     | 16.12.2014 |                                                                                              | Det bedste af sæson 4, del 2 |

### Sæson 5
| Afsnit | Dato       | Gæster                                                               | 0              |
| ------ | ---------- | -------------------------------------------------------------------- | -------------- |
| 0      | 22.12.2015 | Tom Stiansen, Vibeke Klemetsen, Bernt G. Apeland og Jonas Gahr Støre | UNICEF-spesial |
| 1      | 05.01.2016 | Susanne Sundfør                                                      |                |
| 2      | 12.01.2016 | Jarle Bernhoft                                                       |                |
| 3      | 19.01.2016 | Stian Blipp                                                          |                |
| 4      | 26.01.2016 | Selda Ekiz                                                           |                |
| 5      | 02.02.2016 | Tore Sagen                                                           |                |
| 6      | 09.02.2016 | Bjørn Kjos                                                           |                |
| 7      | 16.01.2016 | Vidar Magnussen                                                      | Ylvek-spesial  |
| 8      | 23.02.2016 | Kjersti Buaas og Andreas Ygre Wiig                                   | Y-Games        |
| 9      | 01.03.2016 | Jon Almaas                                                           |                |
| 10     | 08.03.2016 | Ine Jansen                                                           |                |
| 11     | 15.03.2016 | Ronny Brede Aase                                                     |                |